# Mé Chi Kéu
Mé Chi Kéu (1901-1991), Mae Chee Kaew em inglês, foi uma famosa monja budista tailandesa, pertencente à Tradição das Florestas do Budismo Theravada. Considera-se que ela atingiu o estágio mais elevado do caminho budista, ou seja, o estado de Arahant. Sua história é importante para destacar que a realização da iluminação budista não é restrita a gênero, ou seja, qualquer pessoa, seja homem ou mulher, consegue atingir o objetivo proposto pelo budismo. Torna-se mais importante ainda por haver, nos dias atuais, uma luta constante para que a tradição das monjas seja estabelecida novamente na tradição Theravada, com o intuito de acabar com a discriminação que leva as mulheres não serem ordenadas completamente como os Bhikkhus (monges).

## Infância e adolescência
Mé Chi Kéu nasceu no dia 8 de novembro de 1901 e era descendente da etnia Phu Tai (originária da região chinesa). Seu pai, Tason Sianglum, era um magistrado do vilarejo chamado Baan Huay Sai, localizado em terras onde antes era o antigo Sião. Sua mãe, chamada Don, era responsável pelos deveres domésticos, como cuidar dos cinco filhos. Ao nascimento, seus pais a batizaram com o nome Tapai, que significa “agradável aos olhos”
Quando ainda era criança, aos 5 anos, sua mãe veio a falecer, fato que a levou a ter insights importantes sobre o que viria a estudar depois no Budismo Theravada, ou seja, a impermanência. Além disso, desde esta época, Tapai frequentemente relatava ao seu pai sobre as visões de Devas (seres de outros reinos espirituais da cosmologia Budista) e sobre as clarividências que tinha em relação às suas vidas passadas.
Aos 13 anos frequentava um templo budista recentemente construído em sua aldeia, tendo um monge da linhagem Dhutanga como líder, chamado Ajahn Sao Kantaílo. Por ser mulher, Tapai não podia se misturar com os monges, o que a levava a aprender seus ensinamentos nos fundos da sala e de forma mais reservada.
Algum tempo depois, Ajahn Sao teve de partir da vila. No entanto, após a sua saída, o povo do vilarejo recebeu a visita de um dos mais famosos monges da época: Ajahn Man Bhuridatto. Ajahn Man veio a conhecer Tapai e estabeleceu uma boa relação com a jovem e dedicada discípula, dando-lhe aconselhamentos sobre a prática e estreitando o vínculo espiritual mútuo.
Quando Ajahn Sao teve de partir, como diz a tradição dos monges Dhutanga, foi feito um convite para que Tapai se ordenasse como monja. No entanto, seu pai recusou o convite por ter medo que ela não conseguisse se casar caso largasse a vida monástica. Ajahn Sao, com toda a sua sabedoria, aconselhou-a a esperar o momento certo para seguir o caminho espiritual e ainda falou para que parasse de meditar, pois as habilidades extra-sensoriais de Tapai eram muito frequentes para que a jovem praticante conseguisse controlá-las. 
Aos 17 anos, contra a própria vontade e seguindo a tradição familiar, casou-se com Bunma, um rapaz “boa-vida”, apegado a diversões e que gostava de conversar enquanto as mulheres trabalhavam, além de flertar com outras garotas mesmo casado com Tapai. Ele também era muito inflexível e restringiu as práticas espirituais de sua esposa ainda mais. 

## Ordenação como monja
Durante toda a vida matrimonial, antes de sua ordenação, insistiu para que seu marido a deixasse se ordenar como monja, o que sempre era negado por ele de uma forma fria e insensível. No entanto, depois de muita demonstração de vontade e da ajuda de alguns parentes, seu esposo permitiu que ela se ordenasse por, somente, 3 meses (como é na tradição tailandesa).
Aos 36 anos de idade, em Wat Nong Nong, recebeu os trajes brancos de monjas e o título específico para elas: Mé Chi (Mae Chee). Mé Chi Kéu teve sua iniciação feita pela monja sênior Mé Chi Dang e teve Ajahn Khamphan como monge preceptor. 
Ao final dos 3 meses e preocupada com seu marido e sua filha, Mé Chi Kéu voltou para casa. Durante o tempo de ordenação, boatos e indícios de comportamentos extraconjugais de seu esposo vieram ao conhecimento dela. Certo dia, Mé Chi recusou-se a comer após o meio dia, regra monástica preservada por ela mesmo depois de ter voltado para casa. Com isso, seu marido a agrediu fisicamente, o que a fez voltar de vez para seu antigo sonho: a vida monástica e a completa renúncia. 
Vivia a vida monástica com muita diligência, tornando-se umas das monjas mais bem respeitadas entre as colegas de monastério. Em janeiro de 1951, Ajahn Mahã Bua, com seus discípulos Dhuthanga, mudaram-se para o local onde Mé Chi Kéu vivia. A partir de então, Ajahn Mahã Bua foi o mestre tão esperado por ela. 
Os dois estudaram o Dhamma juntos até 1967, sendo que foi com este mestre que ela atingiu o estado mais elevado do progresso espiritual budista. Após este ano, Mé Chi Kéu voltou para o monastério de Baan Huay Sai, sua terra natal, para liderá-lo.

## Falecimento
Mé Chi Kéu ficou gravemente enferma no ano de 1977, com diagnósticos de diabetes, tuberculose e câncer. Mesmo com a morte se aproximando, ela dava o exemplo trabalhando constantemente para ajudar os outros. Ela veio a falecer no dia 18 de junho de 1991, depois de seus problemas de saúde terem se agravado. Reconhecida por vários monges, monjas e leigos da Tailândia, Mé Chi Kéu ficou renomada por ser a mais elevada mulher arahant da era moderna.